# Ali Këlcyra
Ali Këlcyra (28 mai 1891 — 24 septembre 1963) né Ali Klissura, est un seigneur albanais, membre du parlement albanais dans les années 1920. Il fut cofondateur avec Mid'hat Frashëri de l'organisation Balli Kombëtar en 1942, et le cosignataire de l'accord Dalmazzo-Këlcyra avec Lorenzo Dalmazzo.